# Ribeirão dos Couros
Ribeirão dos Couros é um curso de água do estado de São Paulo. Nasce em Diadema, próximo às margens da represa Billings, percorre o município de São Bernardo do Campo até desaguar no ribeirão dos Meninos, em São Caetano do Sul.

## Canalização
O curso de água começou a ser parcialmente canalizado em janeiro de 2020, entre o corredor ABD e a Avenida Piraporinha, com uma extensão de 2 quilômetros.